# Коннектикут (колонія)
Колонія Коннектикут або Коннектикут Колонія, спочатку знана як Коннектикутська річкова колонія або просто Річкова колонія (англ. Connecticut Colony, англ. Connecticut River Colony) — була англійською колонією в Новій Англії, яка пізніше стала Коннектикутом. Її було організовано 3 березня 1636 року як поселення для пуританської конгрегації, і англійці назавжди отримали контроль над регіоном у 1637 році після боротьби з голландцями. Згодом колонія стала ареною кровопролитної війни між колоністами та індіанцями пекот, відомої як пекотська війна. Колонія Коннектикут відіграла важливу роль у встановленні самоврядування в Новому Світі, відмовившись передати місцеву владу домініону Нової Англії, подія, знана як інцидент з Хартійним дубом, який стався в корчмі та таверні жеремі Адамса.
Два інших англійських поселення в штаті Коннектикут були об'єднані в колонію Коннектикут: колонія Сейбрук у 1644 році та колонія Нью-Гейвен у 1662 році.

## Лідери
Губернатор колонії Массачусетської затоки Джон Хейнс привів 100 людей до Гартфорда в 1636 році. Його та пуританського священника Томаса Гукера часто вважають засновниками колонії Коннектикут. 31 травня 1638 року Хукер виголосив перед своєю громадою проповідь про принципи правління, і це вплинуло на тих, хто написав Основні накази Коннектикуту пізніше того ж року. Основні накази, можливо, були розроблені Роджером Ладлоу з Віндзора, єдиним кваліфікованим юристом, який жив у Коннектикуті в 1630-х роках; вони були записані в офіційний протокол секретарем Томасом Уеллсом. Преподобний Джон Девенпорт і купець Теофілус Ітон очолили засновників колонії Нью-Гейвен, яка була поглинена колонією Коннектикут у 1660-х роках.
У перші роки існування колонії губернатор не міг обіймати посаду один за одним, тому посаду губернатора протягом 20 років чергували Джон Хейнс та Едвард Хопкінс, обидва з яких були з Гартфорда. Джордж Віліс, Томас Уеллс і Джон Вебстер, також чоловіки з Хартфорда, сиділи в кріслі губернатора на короткий період у 1640-х і 1650-х роках.
Джон Вінтроп Молодший з Нью-Лондона був сином засновника колонії Массачусетської затоки, і він відіграв важливу роль у консолідації окремих поселень в єдину колонію на річці Коннектикут. Він також обіймав посаду губернатора Коннектикуту з 1659 по 1675 рік і зіграв важливу роль в отриманні статуту колонії 1662 року, який включив Нью-Гейвен до Коннектикуту. Його син Фіц-Джон Вінтроп також керував колонією протягом 10 років, починаючи з 1698 року.
Майор Джон Мейсон був військовим лідером ранньої колонії. Він був командувачем у пекотській війні, магістратом і засновником Віндзора, Сейбрука та Норвіча. Він також був заступником губернатора при Вінтропі. Роджер Ладлоу був юристом з освітою в Оксфорді та колишнім заступником губернатора колонії Массачусетської затоки. Він звернувся до Генерального суду з проханням отримати право заселити територію, і він очолював Березневу комісію з вирішення спорів щодо земельних прав. Йому приписують розробку Основних наказів Коннектикуту (1650) у співпраці з Гукером, Вінтропом та іншими. Він також був першим заступником губернатора Коннектикуту.
Вільям Літ з Гілфорда працював губернатором колонії Нью-Гейвен до її злиття з Коннектикутом, а також губернатором Коннектикуту після смерті Вінтропа в 1675 році. Він єдиний, хто працював губернатором Нью-Гейвена та Коннектикуту. Роберт Тріт з Мілфорда працював губернатором колонії як до, так і після її включення до домініону Нової Англії під керівництвом сера Едмунда Ендрюса. Його батько Річард Тріт був одним із перших патентовласників колонії. Роджер Волкотт був ткачем, державним діячем і політиком з Віндзора, він обіймав посаду губернатора з 1751 по 1754 рік. Олівер Волкотт підписав Декларацію незалежності, а також Статті Конфедерації як представник Коннектикуту та дев'ятнадцятий губернатор. Він був генерал-майором міліції Коннектикуту під час війни за незалежність під керівництвом Джорджа Вашингтона.

## Домініон Нова Англія
У 1686 уряд Великої Британії спробував об'єднати свої північноамериканські колонії в домініон Нова Англія. Призначений губернатором Едмунд Ендрюс постарався ліквідувати претензії колоній на самостійність, але, вважаючи найважливішими об'єктами Нью-Йорк та Массачусетс, майже не звертав уваги на Коннектикут. У 1689 році, коли Америки досягли звістки про Славну революцію, в результаті Бостонське повстання губернатор Едмунд Ендрос був висланий до Англії. 9 травня 1689 року Коннектикут повернувся до колишньої системи управління.